# Yamakasi: Los samurais de los tiempos modernos
Yamakasi: Los samuráis de los tiempos modernos (en francés: Yamakasi - Les samouraïs des temps modernes, y en España: Yamakasi) es una película francesa dirigida por Ariel Zeitoun y Julien Seri. Se estrenó el lunes 1 de enero de 2001.
Dura alrededor de una hora y media y pertenece al género de acción y aventura.
El guionista fue Luc Besson.

## Argumento
Siete chicos de diferentes etnias se dedican a practicar parkour, se levantan temprano para no tener espectadores, suben fachadas de edificios y luego huyen antes de que la policía les dé captura. No hacen daño a nadie pero los niños quieren ser como ellos.
Djamel, es un niño cuyo corazón no funciona correctamente, no puede hacer ejercicio, pero un día presionado por unos compañeros de clase, hace un esfuerzo para parecerse a los Yamakasi y escala un árbol, se cae y lo ingresan en el hospital.
De aquí en adelante los Yamakasi intentarán reunir el dinero necesario para comprar un corazón para Djamel. (Tráfico de órganos)

## Reparto
- Abdelkrim Bahloul

- Bruno Flender

- Jacques Hansen

- Maher Kamoun

- Gerald Morales

- Afida Tahri

- Piti como Kamikaze.

- Châu Belle-Dinh como Béisbol que es un lanzador de élite.

- William Belle como La Araña que con la ayuda de un hilo, se mueve como un personaje de cómic.

- Malik Diouf como Comadreja al que nadie le da caza.

- Yann H'Nautra como Zicmu que se motiva con la música.

- Guylain N'Guba Boyeke como Cohete, su propio nombre lo indica, es muy rápido.

- Laurent Piemontesi como Tango.

- Charles Perrière como Toro sentado.

- Datos: Q1481125